# Списак универзитета у Северној Македонији
Списак универзитета у Северној Македонији.

## Државни
- Универзитет Св. Кирил и Методиј
- Универзитет Св. Климент Охридски
- Универзитет Гоце Делчев
- Државни универзитет у Тетову
- Универзитет информационих наука и технологија Св. Апостол Павле
- Универзитет Мајка Тереза

## Приватно-државни
- Универзитет југоисточне Европе

## Приватни
- Евро колеџ
- Европски универзитет
- ФОН универзитет
- Међународни балкански универзитет
- Међународни универзитет Струга
- Универзитет Амерички колеџ Скопље